# Andévalo
Die Comarca El Andévalo ist eine der 6 Comarcas der spanischen Provinz Huelva. Sie wurde, wie alle Comarcas in der Autonomen Gemeinschaft Andalusien mit Wirkung zum 28. März 2003 eingerichtet. Die Comarca hat allerdings lediglich die Funktion von Planungsregionen für den Tourismus und die Entwicklung sportlicher Einrichtungen.

## Lage
|                  | Sierra de Huelva                            |               |
| Portugal         | Kompassrose, die auf Nachbargemeinden zeigt | Cuenca Minera |
| Costa Occidental | Metropolitana de Huelva                     | El Condado    |

## Gemeinden
Die Comarca umfasst 15 Gemeinden mit 37.870 Einwohnern, von denen etwa ein Drittel in Valverde de Camino lebt.
| Gemeinde                      | Einwohner (2024) | Fläche km² | Dichte Einw./km² | Cod INE | Postleitzahl |
| ----------------------------- | ---------------- | ---------- | ---------------- | ------- | ------------ |
| El Almendro                   | 858              | 170,61     | 5                | 21003   | 21593        |
| Alosno                        | 3.982            | 191,07     | 21               | 21006   | 21520        |
| Cabezas Rubias                | 710              | 108,64     | 7                | 21015   | 21580        |
| Calañas                       | 2.759            | 237,74     | 12               | 21017   | 21300        |
| El Cerro de Andévalo          | 2.260            | 286,13     | 8                | 21023   | 21320        |
| El Granado                    | 493              | 97,55      | 5                | 21037   | 21594        |
| La Zarza-Perrunal             | 1.189            | 44,71      | 27               | 21902   | 21310        |
| Paymogo                       | 1.143            | 213,46     | 5                | 21057   | 21560        |
| Puebla de Guzmán              | 3.095            | 336,30     | 9                | 21058   | 21550        |
| San Bartolomé de la Torre     | 4.036            | 56,62      | 71               | 21063   | 21510        |
| Sanlúcar de Guadiana          | 416              | 96,56      | 4                | 21065   | 21595        |
| Santa Bárbara de Casa         | 1.128            | 146,59     | 8                | 21068   | 21570        |
| Valverde del Camino           | 12.611           | 218,68     | 58               | 21072   | 21600        |
| Villanueva de las Cruces      | 380              | 34,39      | 11               | 21075   | 21592        |
| Villanueva de los Castillejos | 2.936            | 263,98     | 11               | 21076   | 21540        |
| Comarca Andévalo              | 37.996           | 2.503,03   | 15               | –       | –            |

## Nachweise
1. ↑  Instituto Nacional de Estadística Municipal Register of Spain
2. ↑  Orden de 14 de marzo de 2003, por la que se aprueba el mapa de comarcas de Andalucía a efectos de la planificación de la oferta turística y deportiva, Boletín Oficial de la Junta de Andalucía (Amtsblatt der Regierung von Andalusien), Nr. 59 vom 27. März 2003, S. 6248